# Aeroportul Qinhuangdao Shanhaiguan
Aeroportul Qinhuangdao Shanhaiguan (IATA: SHP, SHP, ICAO: ZBSH) este un aeroport din Shanhaiguan District⁠(d), Qinhuangdao, Hebei, Republica Populară Chineză ce deservește zona Qinhuangdao. Aeroportul a fost tranzitat în 2015 de 155.591 de pasageri. A fost numit după zona deservită.
Aeroportul dispune de o singură pistă.